# Careful with that Axe
Careful with that Axe es un álbum de estudio del guitarrista estadounidense John 5, publicado el 12 de agosto de 2014.

## Lista de canciones
1. "We Need To Have A Talk About John"
2. "This Is My Rifle"
3. "Flight Of The Vulcan Kelly"
4. "Jerry's Breakdown"
5. "Villisca"
6. "Portrait Of Sidney Sloan"
7. "Jiffy Jam"
8. "Six Hundred and Sixty Six Pickers In Hell"
9. "El Cucuy"
10. "The Dream Slayer"

## Créditos
- John 5: guitarras
- Rodger Carter: batería
- Matt Bissonette: bajo